# This Ole Boy
This Ole Boy (englisch Dieser alte Junge) ist die erste EP des US-amerikanischen Country-Sängers Hardy. Die EP erschien am 19. Oktober 2018 über Big Loud.

## Entstehung
Michael Wilson Hardy zog im Jahre 2012 nach Nashville und begann dort, Lieder für andere Musiker zu schreiben. Im Herbst 2017 war er mit der Band Florida Georgia Line auf Tournee, als deren Mitglieder Tyler Hubbard und Brian Kelley ihn bestärkten, seine eigene Musik zu veröffentlichen, wofür sie ihre Unterstützung anboten. Kurze Zeit später erhielt Hardy einen Anruf von Joey Moi, der mit ihm eine EP aufnehmen wollte. Hardy sagte zu, um nicht einer verpassten Gelegenheit hinterhertrauern zu müssen. Michael Wilson Hardy schrieb jedes der vier Lieder und griff darüber hinaus noch auf externe Songwriter wie Rodney Clawson, Corey Crowder, Jordan Schmidt, Andy Albert, Tyler Hubbard, Brian Kelley, Ryan Beaver und Nick Donley zurück. Produziert wurde die EP von Joey Moi. Das EP-Cover zeigt ein Foto von Michael Wilson Hardy an der Theke einer Bar. Für das Lied Rednecker wurde ein Musikvideo gedreht.

## Titelliste
1. Throwback – 3:23
2. Rednecker – 3:21
3. This Ole Boy – 3:16
4. 4x4 – 3:42

## Rezeption
Andrew Greenhalgh vom Onlinemagazin Country Standard Time schrieb, dass Hardy „eine Menge Wahrheit, Humor und Talent in vier solide Titel hineinpackt, bei denen großartige Symbolik und eine ernsthaft gefühlvolle herausquillt“.